# Segunda División de Gozo
La Segunda División de Gozo, conocido como BOV Segunda División al estar patrocinada por Bank of Valleta (BOV), es la segunda categoría y más bajo nivel en el fútbol de Gozo. La liga se jugó por primera vez en 1948.
La Segunda División se juega de la misma manera que la primera división. Se basa en tres rondas, cada equipo juegan entre sí tres veces, por lo que los equipos de la Segunda División deben jugar 18 partidos cada uno en total. La temporada se lleva a cabo generalmente entre septiembre y abril. Al final de la temporada, el campeón asciende a la Primera División.Un partido de eliminatoria de ascenso-descenso se lleva a cabo entre el equipo que ocupe el segundo lugar en la Segunda División y penúltimo equipo de la primera división.
La mayoría de los partidos de la segunda división se juegan en el Kercem Ajax Stadium, sin embargo en ocasiones se juegan en el Estadio de Gozo.

## Equipos 2022-23
- Munxar Falcons FC
- Għarb Rangers FC
- SK Victoria Wanderers
- St. Lawrence Spurs FC
- Xagħra United FC
- Żebbuġ Rovers FC